# 夕陽のあと
『夕陽のあと』（ゆうひのあと）は、2019年11月8日より全国ロードショー公開された日本映画。越川道夫監督作品。鹿児島県長島町を舞台に、7歳の里子との特別養子縁組を目指す女性と、7年前の乳児置き去り事件で手放した実子を取り戻したい女性の、母になりたい2人の女性の姿を通じてDV、乳児遺棄、不妊治療、養子縁組制度などの問題を描いた人間ドラマ。主演は貫地谷しほり。

## 製作
鹿児島県最北端の長島町の暮らし・文化を伝えていく地域おこしプロジェクト「長島大陸映画」として製作され、子育てをテーマとしている。制作費および配給宣伝費を対象として、寄付金がふるさと納税の対象となるクラウドファンディングを実施。また、子役の少年を町民からオーディションで選出した他、約300人の町民がエキストラで参加している。

## あらすじ
1年前に長島町にやってきた佐藤茜は、食堂ではつらつと働きながら、地域の子どもたちの成長を見守り続けている。一方、夫の優一とともに島の名産物・ブリの養殖業を営む五月は、赤ん坊の頃から育ててきた7歳の里子・豊和（とわ）との特別養子縁組申請を控え、「本当の母親」となる期待に胸を膨らませていた。
養子縁組の手続きを通し、豊和は7年前に東京のネットカフェで置き去りにされたこと、母親は自殺を図ったが失敗して執行猶予付きの有罪判決を受けたこと、縫製工場で働いていたが突然辞めて保護司と連絡がとれなくなったこと、その名が佐藤茜であることが判明する。食堂の茜が豊和の生みの母であることを知った五月は冷静さを失う。茜に対して直ちに島から出て行くように求める。しかし茜は優一・五月の親権停止を申し立て、養子の手続きができなくなる。
豊和の全てを知りたいと思った五月は東京の児童相談所や茜が勤めていた工場を訪ねる。茜が夫からDVを受けていたこと、夫に去られ孤独と貧困の中、助けを求めることもできなかったことを知る。そして豊和を置き去りにしたことを悔やみ、つらい思いをしたことを知る。そのあいだ島では、豊和が茜の家を訪ねてきて、お母さんと仲直りしてください、と頼む。茜は心を動かされる。
東京から戻った五月は、茜を誘って漁船で沖に出る。五月は茜に、どうか「家族」を奪わないでくださいと頭を下げる。茜は血を分けた子どもと別れるつらさはあなたにはわからないと答え、帝王切開のキズを五月に触らせる。2人は抱き合い、夕陽に染まる美しい空を眺める。祭りの日、太鼓をたたく豊和を目に焼き付け、茜はひとり島を去る。

## キャスト
- 佐藤茜：貫地谷しほり
- 日野五月：山田真歩
- 日野豊和：松原豊和
- 日野優一：永井大
- 新見秀幸：川口覚
- 日野ミエ：木内みどり
- 山本恵：渡辺早織
- 伊藤諭：鈴木晋介
- 吉田：宇野祥平
- 前川玲子：滝沢涼子

## スタッフ
- 監督：越川道夫
- 脚本：嶋田うれ葉
- 企画原案：舩橋淳
- プロデューサー：橋本佳子
- 長島町プロデュース：小楠雄士
- 撮影監督：戸田義久
- 同時録音：森英司
- 音響：菊池信之
- 美術プロデューサー：大倉謙介
- アートコーディネーター：岡村正樹
- 衣装：田中美由紀
- ヘアメイク：葉山三紀子　加藤まりこ
- 編集：菊井貴繁
- 音楽：宇波拓
- 助監督：近藤有希
- 製作：長島大陸映画実行委員会
- 制作：ドキュメンタリージャパン
- 配給：コピアポア・フィルム

## エピソード

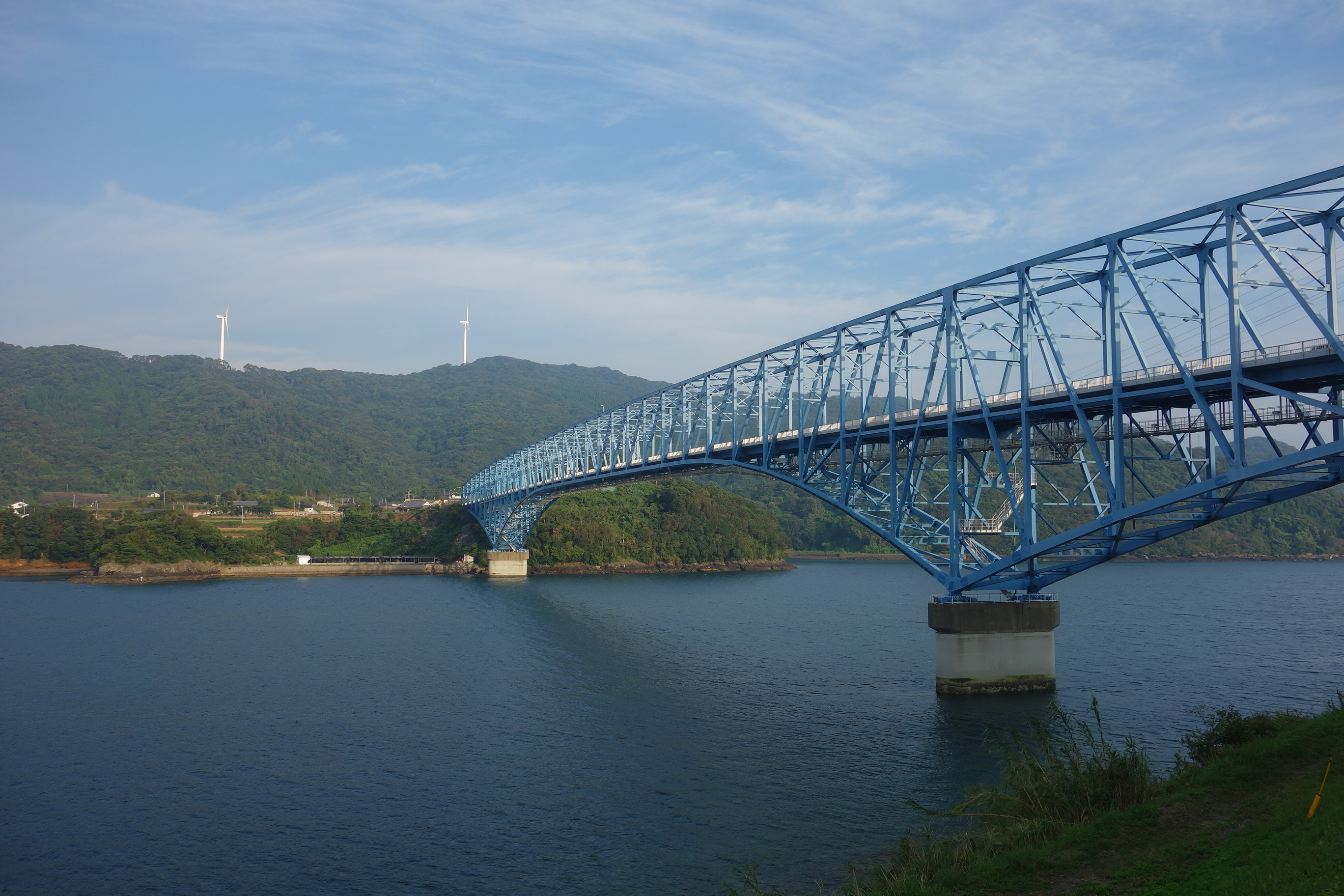
ラストシーンに登場する黒之瀬戸大橋

- オーディションで豊和役に抜擢された長島町獅子島出身の小学校4年生・松原豊和は、撮影初日に緊張でセリフが出てこなくなり泣いてしまい、その日は撮影ができなかった[5]。プロデュースを担当した小楠雄士は松原を選んだ理由について「人を惹きつける魅力がある。私のイメージでは『ニュー・シネマ・パラダイス』のトトのような子でした。男女問わず可愛いと感じるような愛らしさ。初めての映画出演でしたが、撮影中も成長していく姿を見せてくれました」と語っている[6]。
- 役場職員役の川口覚は自ら撮影開始前に長島町入りし、漁協の組合長に電話をかけ、組合長の家に2晩泊めてもらった。また、山田真歩も長島町の民家に泊めてもらい、漁を体験するなどして役作りを行った[6]。
- 出演者が話している方言は、鹿児島弁とも熊本弁とも異なる独特な長島弁である[5]。
- 撮影期間中はずっと天気が悪く夕陽の撮影が繰り越されていたが、その環境下で奇跡的に重要なシーンで夕陽が撮れ、小楠は「嬉しかったですね。物語と切り離せない夕陽のシーンには思い入れがあります」と語っている[6]。
- 貫地谷しほりは自身の好きなシーンとして、居酒屋に呼び出された時の「一度失敗した母親は二度と子供を抱きしめたらいけないの?」と言うシーンを挙げている[7]。
- ラストの夏祭りの太鼓のシーンが撮影されたのは真冬の12月で、気温8度の中、100名以上のエキストラと夏の衣装で撮影し、永井大は「失敗した! タンクトップの衣装なんか選ぶんじゃなかった!」と言いながら撮影に臨んだ[7]。